# Romeinse Keizerrijk
Het Romeinse Keizerrijk (Latijn: Imperium Romanum) was een staat die ontstond rond het begin van de jaartelling als opvolger van de Romeinse Republiek, en in 395 in twee delen uiteenviel. Het keizerrijk was de laatste fase in de geschiedenis van het Romeinse Rijk. In principe was het een absolute monarchie met een keizer (Caesar Augustus) aan het hoofd. Volgens sommige historici kan men ook spreken van een militaire dictatuur omdat de keizers hun machtsbasis in het door hen gecontroleerde leger hadden. Deze laatste fase wordt ook wel door historici verder onderverdeeld in de periode van het principaat (waarbij de keizers zich nog met een republikeinse 'façade' tooiden) en de periode van het dominaat (waarbij de keizers zich openlijk betitelden als absolute heerser en zelfs 'god' over hun onderdanen: Dominus et deus).

## Voorgeschiedenis
Het Romeinse Rijk ontstond in de landstreek Latium. Hier spraken de bewoners Lingua Latina, de Latijnse taal, en in een groot deel van het Romeinse Imperium werd Latijn dan ook de standaardtaal. Het rijk strekte zich uiteindelijk uit (zie kaart) rond de Middellandse Zee en omvatte ook West-Europa behalve Ierland en Scandinavië. Lange tijd had het rijk Rome als hoofdstad en zetel van de macht omdat de Romeinse staat is ontstaan uit de polis (stad) van Rome in de landstreek van Latium in Italië, volgens de mythe gesticht in 753 v.Chr. door Romulus en Remus. In de, volgens de Romeinse overlevering, tweehonderdvijftig jaar durende (753 - 509 v.Chr.) koningstijd, zijn er na Romulus nog zes (grotendeels legendarische) koningen geweest. In 509 v.Chr. werd koning Tarquinius Superbus de stad uitgejaagd. Hij had door zijn tirannieke gedrag een grote haat over zich afgeroepen. Hierna werd de stad de Romeinse Republiek met een formidabele oorlogsmachine en een goed georganiseerd systeem van instellingen en wetten. In een paar eeuwen werd Italië verenigd onder Romeinse leiding. Dit gebeurde door bondgenootschappen aan te gaan met buurvolken maar ook door agressieve expansie-oorlogen. Ten noorden van Rome werden de Etruskische stadstaten onderworpen en ten zuiden van de stad werd het door Grieken gekoloniseerde "Magna Graecia" ingelijfd. Vervolgens was het Iberisch Schiereiland aan de beurt, daarna Carthago. Vervolgens werden de Griekse hellenistische staten in het oosten en zuidoosten van de Middellandse Zee onderworpen.
Het rijk werd zo groot dat de republikeinse structuren niet meer toereikend waren. Er vond in de 1e eeuw v.Chr. een roerige overgang naar een keizerrijk plaats,
onder Julius Caesar en Augustus. Deze laatste, geboren met de naam Gaius Octavius Thurinus, na adoptie door Caesar genaamd Gaius Julius C. f. Caesar, werd de eerste princeps van Rome (27 v.Chr. - 14 n.Chr.), een functie die later zou worden aangeduid als ‘keizer’.

## Ontwikkelingen tijdens het Keizerrijk
Rome breidde zijn rijk verder uit. Keizer Augustus heeft ook nog een poging ondernomen om de Rijn als grensrivier door de Elbe te vervangen, maar moest hier na de verpletterende nederlaag in het Teutoburgerwoud in het jaar 9 van afzien.
De eerste twee dynastieën zijn de Julisch-Claudische dynastie van 27 v.Chr. tot 68 n.Chr. en de Flavische dynastie (69-96). Daartussen was er het zogenoemde Vierkeizerjaar
In de 2e eeuw n.Chr. beleefde het rijk zijn 'gouden eeuw' onder de Adoptiefkeizers: deze kozen allen al tijdens hun leven een opvolger door een getalenteerde man als zoon te adopteren en op te leiden tot een capabele troonopvolger. Tijdens deze eeuw was er grotendeels binnenlandse rust en buitenlandse bedreigingen werden door het efficiënte leger buiten de grenzen gehouden. Economie, handel en cultuur bereikten een grote bloei. Het rijk bereikte onder keizer Trajanus (98-117) zijn grootste omvang. Het reikte toen van Brittania in het noorden tot Mauretania in het zuiden, vandaar oostwaarts via de Soedan tot aan de Iraanse hooglanden in het oosten, plus Georgië, de Krim, langs de Donau en de Rijn tot aan de Noordzeekust. Het omvatte dus het gehele Middellandse Zeegebied en een groot deel van het Midden-Oosten, de Balkan en West-Europa.

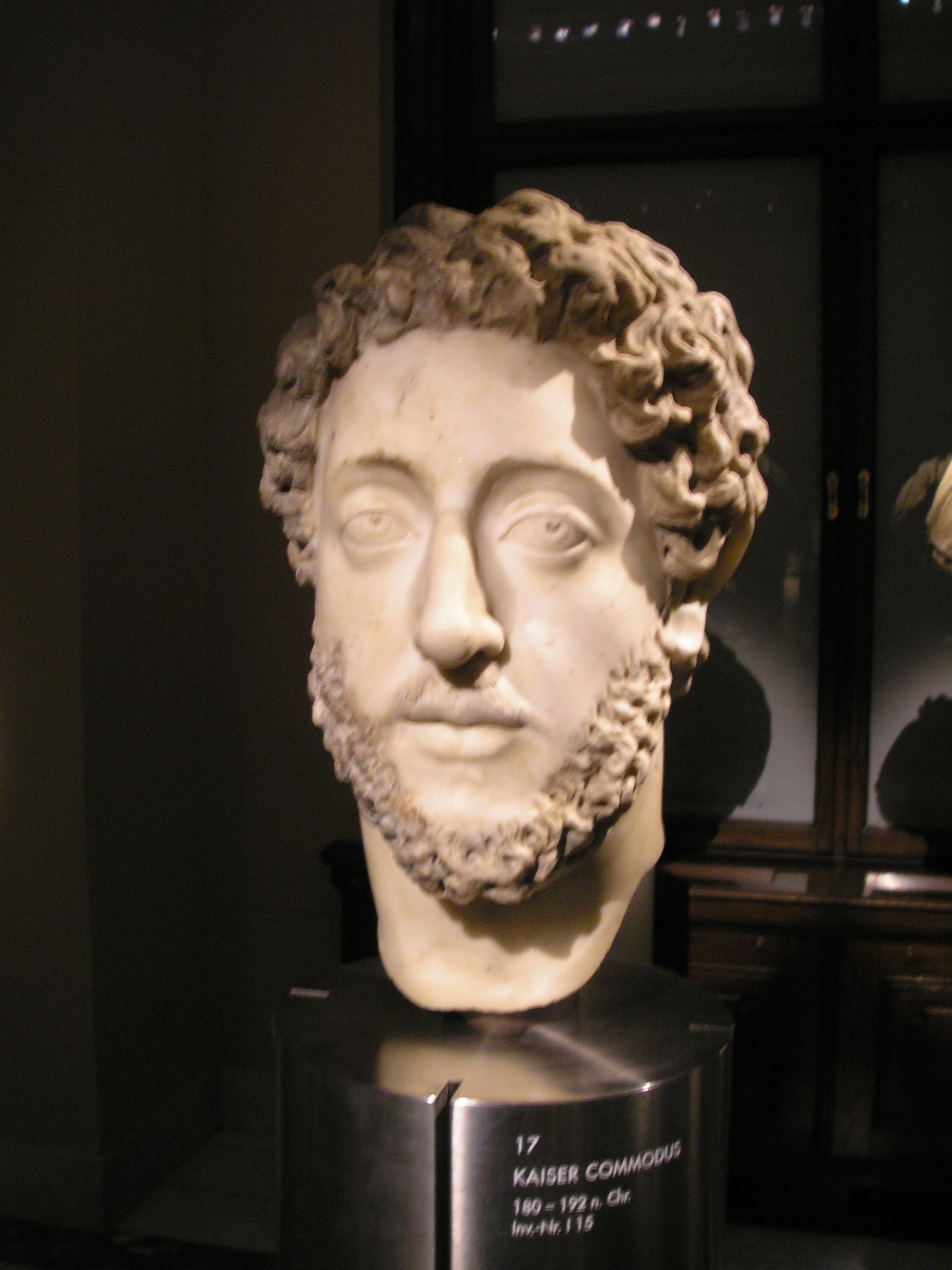
Commodus

De laatste adoptiefkeizer Marcus Aurelius (161-180) brak met de ontstane adoptietraditie en benoemde zijn eigen zoon tot opvolger. Deze Commodus had echter niet de kwaliteiten van zijn voorgangers en bleek al snel een despoot te zijn en werd in 192 vermoord. Ook kwam er meer druk op de grenzen: Marcus Aurelius had al een groot deel van zijn ambtsperiode strijd moeten voeren tegen binnengevallen Germaanse Quaden en Marcomannen. Na Commodus' dood brak voor het Romeinse Rijk een periode van verval aan. De opvolging van de keizers ging weer via een, doorgaans verwoestende, strijd tussen de diverse troonpretendenten, waarvoor vaak de grenslegers werden ingezet. De winnaar van zo'n strijd dankte zijn binnenlandse machtspositie dus aan zijn militaire achterban. Vooral na 235 droegen de voortdurende onderlinge oorlogen tussen deze zogenoemde soldatenkeizers bij tot destabilisatie van het rijk. De grenzen van het rijk langs de Rijn en de Donau konden ook niet langer afdoende verdedigd worden tegen barbaarse invallers. Ten gevolge van een op het eind van de 2e eeuw uitgebroken pestepidemie was er gebrek aan arbeidskrachten ontstaan en een gebrek aan slaven in het bijzonder. Om dit probleem op te lossen probeerden landeigenaren om delen van hun domein te verpachten aan vrije boeren om hen vervolgens tot coloni te maken.

## Bestuur
Eeuwenlang vormden Rijn en Donau de noordgrens van het Romeinse Rijk en daarmee ook de grens tussen 'beschaving' en 'barbaren'(bv: Bataven, Goten, enz). Het Romeinse Rijk was een sedentaire beschaving met een gecentraliseerd gezag en een beroepsleger. De economie was deels afhankelijk van slaven, die werkten op de domeinen van de elite. De Romeinse steden waren vooral bestuurlijke en administratieve centra. Brood, wijn en olijfolie vormden het dagelijks menu.
In dit gigantische rijk werden vele talen gesproken, maar twee talen waren van algemeen belang: het Latijn in het westen en het Grieks in het hellenistische oosten. De bestuurders en intellectuele elite spraken beide talen als lingua franca.
De Romeinen beheersten dit grote gebied door een "verdeel en heers" politiek. Sommige burgers die loyaal meewerkten kregen het fel begeerde Romeins burgerrecht.
De Romeinen namen "nieuwe" goden van ingelijfde volken makkelijk op in hun "Pantheon" en zolang men de keizer, en daarmee Rome, maar erkende en de bijbehorende plichten vervulde kon men verder volgens de eigen cultuur en godsdienst blijven leven. Naast een superieur leger was dit een grondslag voor de "Pax Romana" die eeuwenlang een zekere rust bracht en de handel en wetenschap bevorderde.

## Toenemende problemen en verval van het rijk

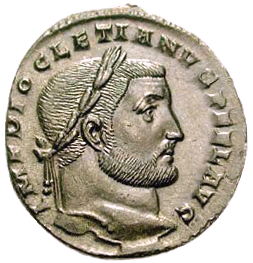
Diocletianus

Door het enorme gebied dat het Rijk bestreek werd het steeds lastiger om dit als een eenheidsstaat te besturen. Vooral omdat de verschillende provincies uiteenlopende behoeften en problemen hadden die een verschillende aanpak behoefden. De keizers Diocletianus (284-305) en Constantijn de Grote (306-337) hebben diverse pogingen ondernomen om het verval te keren. Zij namen vooral hun toevlucht tot allerlei dwangmaatregelen: het werd coloni verboden hun land te verlaten, beroepen werden erfelijk, het ambtelijk apparaat werd uitgebreid. Ook het leger breidden zij uit tot 635.000 man.

Dit was voor de geslonken bevolking nauwelijks te bekostigen: de belastingdruk was dan ook zeer hoog. De grondbelasting, die in natura werd geïnd, kon oplopen tot een derde van de opbrengst. De bevolking raakte meer en meer vervreemd van het bestuurlijk apparaat en de elite in de steden, en verzette zich zelden tegen de binnenvallende barbaren. De elite begon de steden te verlaten en trok zich terug op haar uitgestrekte domeinen om aan de belastingdruk te ontkomen. De ontvolking van steden en platteland was in het westelijk deel van het rijk vermoedelijk ernstiger dan in het oosten; daar was ook enige industrie in de steden.

## Splitsing van het rijk
Om problemen bij de troonopvolging te voorkomen had Diocletianus als eerste het rijk in een oostelijke en een westelijke rijkshelft verdeeld, elk met zijn eigen augustus (opperkeizer).
In 330 werd door keizer Constantijn de Grote ook de hoofdstad verplaatst van Rome naar Byzantium in het economisch en militair belangrijkere oostelijk deel. Byzantium werd omgedoopt tot Nova Roma maar was al snel beter bekend als Constantinopel (=De stad van Constantijn). De beslissing van Constantijn om de hoofdstad te verplaatsen naar Constantinopel had verstrekkende gevolgen. Het zwaartepunt van het rijk werd verplaatst naar het oosten. Ook het feit dat Constantinopel zeer strategisch gelegen is en bovendien goed te verdedigen, droeg ertoe bij dat het Oost-Romeinse Rijk zou blijven bestaan. In 395 was het rijk definitief uiteengevallen in een westelijk en oostelijk deel. Constantinopel bleef de onbetwiste hoofdstad van het oostelijke deel maar in het westen wisselde de hoofdstad enige malen. Na Rome werd achtereenvolgens Milaan, Trier en Ravenna hoofdstad van het West-Romeinse Rijk.

## Late periode en val van het West-Romeinse Rijk

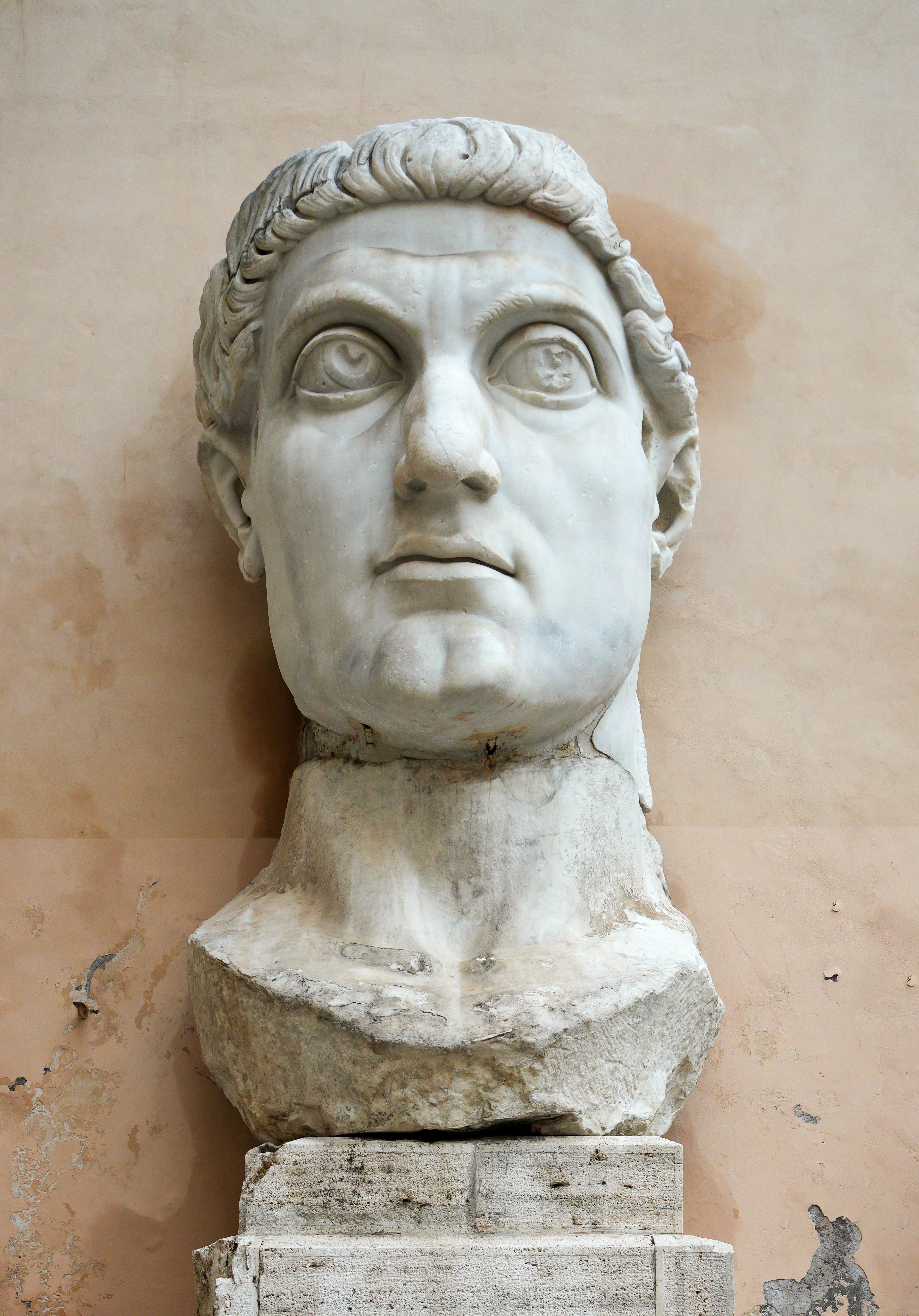
Constantijn de Grote

De komst van het christendom betekende een grote omwenteling voor het Rijk. Na aanvankelijke vervolgingen van de christenen omdat deze geen goddelijke eer aan de keizers en de Romeinse goden wilden bewijzen, werd het christendom in 313 door Constantijn erkend en in 392 door Theodosius I zelfs tot staatsgodsdienst verheven. Toen waren de rollen omgekeerd en braken er voor niet-christenen lastigere tijden aan. Ook de houding van de burgers tegenover het leger veranderde. Men vond het voor christenen niet wenselijk om in het leger of voor de staat te werken. Het Rijk ging daarom hoe langer hoe meer vertrouwen op vreemdelingen (Germanen) in belangrijke posities in het leger. Daarnaast leidde dit tot grote politieke complicaties die ten slotte ook tot de ondergang van het westelijk deel leidde in 476 met de val van de laatste hoofdstad Ravenna.

## Oost-Romeinse Rijk
Het oostelijk deel (dat in de Middeleeuwen gewoon onder de naam Romeinse Rijk bekendstond, maar sinds de 19e eeuw Byzantijnse Rijk genoemd wordt) kwam ook dicht bij de ondergang maar wist uiteindelijk de diverse crisissen, die het westelijke deel van het rijk wel fataal werden, te overleven en beleefde daarna nog verscheidene bloeiperioden. In de Vroege en Hoge middeleeuwen was het steeds een van de belangrijkste spelers op het Europese politieke toneel en was de hoofdstad Constantinopel de rijkste en grootste stad van Europa en hét voorbeeld voor beschaving en cultuur. Nadat echter Constantinopel in 1204 geplunderd was door de kruisvaarders en de Byzantijnse handelsroutes definitief overgenomen waren door rivalen Genua en Venetië was de macht van de Byzantijnen gebroken. De laatste resten van het rijk gingen in 1453 (Constantinopel) en 1461 (Griekenland) ten onder.

## Blijvende betekenis voor de latere geschiedenis
Tot in onze moderne tijd waren er staten die zich als de legitieme opvolger van het Romeinse Rijk zagen, of zichzelf ten minste zo presenteerden, zoals het Frankrijk van Napoleon Bonaparte. Het begrip keizer is nauw met dit verschijnsel verwant. Ook de tsaren van Rusland zagen zichzelf als opvolgers van de Romeinse keizers.
De aanwezigheid van de Romeinen in dit grote gebied is niet alleen zichtbaar door een groot aantal monumenten en ruïnes, zoals de Porta Nigra in Trier en de muur van Hadrianus in het Verenigd Koninkrijk, maar ook door vele resten in de taal. Het Latijnse alfabet is in het grootste deel van Europa nog steeds in gebruik en heeft zich verbreid over een groot deel van de wereld. Zo ook zijn het Frans, Italiaans, Spaans, Portugees en Roemeens Romaanse talen, die ontstaan zijn uit de Latijnse taal die de daar gelegerde Romeinse soldaten en kolonisten spraken. In West-Europa kan men nog goed de vroegere grens van het Romeinse Rijk volgen omdat dit nog steeds de taalgrens is tussen de Romaanse talen, afgeleid van het Latijn en de Germaanse talen die buiten het rijk de overhand hadden. Ook in het Nederlands bestaan nog vele woorden die hun oorsprong in het Latijn hebben.
De verreweg grootste denominatie in het christendom, de Rooms-Katholieke Kerk gebruikt na 2000 jaar nog altijd als officiële taal het Latijn. Tot in de 19e eeuw gebruikte eveneens de intellectuele elite van de Westerse wereld Latijn en Grieks als internationale taal en werden wetenschappelijke werken eerst in het Latijn gepubliceerd. In wetenschap en techniek zijn daarom nog steeds zeer veel vaktermen ontleend aan het Latijn en Grieks. In de architectuur voor monumentale gebouwen werd tot voor kort vaak teruggegrepen naar de Romeinse voorbeelden (zie ook Neoclassicisme). Vooral in Amerika en Frankrijk is dit goed te zien zoals bij het uiterlijk van respectievelijk het Capitool en de Arc de Triomphe. De samensmelting van de Grieks-Romeinse en Germaanse culturen in de vroege middeleeuwen vormde het begin van de hedendaagse westerse cultuur.
De rechtspraak in Europese landen gaat vaak terug op het Romeins recht.
Het Romeinse Rijk heeft daarnaast een groot aantal andere culturen, zelfs tot voorbij India, direct of indirect beïnvloed. Zo heeft de komst van Romeinse munten geleid tot de invoer van een eigen munt in het Oost-Aziatische Funanrijk.

Veroveringskaart Romeinse Rijk

## Veroveringskaart Romeinse Rijk
Op deze kaart is te zien hoe het Imperium Romanum uitgroeide tot het grootste rijk aller tijden in de regio Europa.
- De eerste grote uitbreiding vond plaats in 133 v.Chr. met de inlijving van Pergamon als de provincia Asia in het Imperium Romanum, tezamen met de tijdens de Punische Oorlogen veroverde provinciae Sicilia, Sardinia en Hispania (rood).
- Tegen 44 v.Chr. maakte héél Gallia samen met grote delen van Klein-Azië en Noord-Afrika deel uit van het Imperium Romanum (oranje).
- Wanneer Augustus overlijdt in 14 n.Chr., heeft het rijk zowel in het noorden (Germania en Pannonia) als in het zuiden (Alexandria et Aegyptus) en het oosten (Galatia) provincies (geel).
- In 117 kwam er onder Trajanus een laatste uitbreiding naar het oosten met Armenia en Mesopotamië als tijdelijke bezittingen, alsook enkele kleinere uitbreidingen in het noorden (groen).

In de 5de eeuw (476) ging het West-Romeinse Rijk ten onder. Het Oost-Romeinse Rijk met hoofdstad Constantinopel hield stand tot 1453.